# الإلهة السورية
الإلهة السورية Dea Syria، هي إلهة تشبه الإلهة الفريجية كوبيلي ، كان لها معبد مهم في هيروبولس منبج (Hierapolis Bambyke). يعزى الوصف الأكثر تفصيلاً لعبادتها في هذا المكان إلى لوقيان السميساطي في مؤلفه الإلهة السورية 
الاسم الأصلي للإلهة بالآرامية اترعتا أو اترغتا وباليونانية Atargatis ، ولكن غالبًا ما يشار إليه أيضًا باسم ديركيتو Δερκετώ ، ولكن الأكثر شيوعًا في العصر الرومي كان ذكرها بصفتها كإلهة سورية بدون اسم. في الإمبراطورية الرومية ، غالبًا ما كانت معادلة بكوبيلي ، التي كانت عبادتها معترف بها بالفعل . عند لوكيوس أبوليوس تذكر مع لقب كيبلي، لكنها تسمى «أختها». من الناحية الايقونوغرافية، تم تصويرها وهي تجلس على عرش وإلى جانبها أسد أو يحيط بها أسود، مع شريكها الذكر هدد وغالبًا ما يكون أيضًا نصبًا عباديًا لاإيقونيًا، يسميه لوقيان علامة/ شعار Semeion. وهو يشبه شعارات/ رايات الفرق الحربية الرومانية، ولكن يبدو أنه يعود إلى التصورات المحلية القديمة. 
يتم تمثيل إلهة سوريا- ربما في خلط مع ديركيتو- ككائن يشبه نصف سفلي جسم السمكة.  
على عكس عبادة آلهة أخرى في المنطقة السورية، لم يكن هناك بغاء مقدس في عبادتهم، إلا أن الإخصاء الذاتي، وجلد الذات والانخطاف من الأمور الدارجة في عبادتها. كذلك قديسي العمود جزءًا من عبادتها. كان كهنتها من الخصيان ذوي الشعر الطويل والأرواب الملونة الزاهية والعيون المكحلة. 
أفاد سويتونيوس في مؤلفه كتاب سيرة قيصر De vita Caesarum libri أن عبادة الإلهة السورية كانت عبادة الآلهة الوحيدة التي لم يحتقرها نيرون، إلا أنه لاحقًا في يوم ما لطخ صورة هذه الإلهة بالبول. 

## روابط الويب
- لوقيان: من الإلهة السورية

## هوامش
1. ↑  The Syrian Goddess نسخة محفوظة 12 أكتوبر 2017 على موقع واي باك مشين.
2. ↑  Julius Rosenbaum: Geschichte der Lustseuche im Altertume nebst ausführlichen Untersuchungen über den Venus- und Phalluskultus, Bordelle, Νούσος ϑήλεια der Skythen, Paederastie und andere geschlechtliche Ausschweifungen der Alten als Beiträge zur richtigen Erklärung ihrer Schriften dargestellt. 7. Auflage, H. Barsdorf, Berlin 1904, S. 227–229
3. ↑  Sueton: Nero 56 نسخة محفوظة 2012-07-18 at Archive.is